# FILM STARS
株式会社FILM STARS（フィルムスターズ、登記社名: 株式会社FILMSTARS）は、音楽家、タレントのマネジメントを担う日本の企業である。その他、アパレルブランドの展開、広告代理業、各種ニュースメディア・番組・イベントなどの企画制作プロデュースを行っている。

## 番組制作
- Plastic Treeの千葉テレビ放送レギュラー番組『千プラ』（プロデューサー）
- Crazy★shampooのfm yokohamaレギュラー番組『くれしゃんチャンネル』
- Plastic Treeのニコ生レギュラー番組『ニコプラ座』
- Yetiのニコ生レギュラー番組『Yetiの山小屋（仮）』
- bayfm78.0『CHERRSEE NENEランド♪』毎週水曜日25：00～25：24（企画）

## コンサート制作
- MBC Korean Music Wave in 福岡ヤフオク!ドーム（2017.07.30〜31）出演：2PM、INFINITE、B.A.P、Apink、AOA、EXID、MAMAMOO、FTISLAND、B1A4、MONSTA X、UP10TION、BTOB

- M.S.S Project　Soul Meeting Tour 2017（Zepp Sapporo、松戸森のホール21、神戸国際会館こくさいホール、長良川国際会議場メインホール、岡山市民会館、福岡市民会館、さいたま市文化センター、仙台サンプラザホール、大阪国際会議場グランキューブ、中野サンプラザ）

- M.S.S Project　Tour 2017 ～ PHOENIX - Eternal Flame - ～（名古屋国際会議場センチュリーホール、川崎市スポーツ・文化総合センター、宇都宮市文化会館、アルモニーサンク北九州ソレイユホール、大阪国際会議場、舞浜アンフィシアター、仙台サンプラザホール、パシフィコ横浜・国立大ホール、東京国際フォーラム・ホールA）

- ジェジュン（ex.東方神起） ”The Reunion in Memory” アンコール公演：2018年8月4日(土)・ 5日(日). 【会場】 武蔵野の森総合スポーツプラザ メインアリーナ

## 出版プロデュース
- 声優雑誌 Pick-up Voice